# Révision constitutionnelle
Pour les articles homonymes, voir Amendement.
Une révision constitutionnelle ou amendement constitutionnel est une modification de la Constitution politique d'un pays, effectuée normalement selon les règles prévues par celle-ci.
Selon les pays, la révision peut faire l'objet d'une loi constitutionnelle adoptée par le Parlement, éventuellement selon des règles de majorité particulières. Les électeurs peuvent également être appelés à adopter une révision constitutionnelle par référendum.

## Aux États-Unis
La Constitution des États-Unis contient actuellement 27 amendements.
Les dix premiers sont inclus dans la Déclaration des Droits :
- 1er amendement : liberté de religion et d'expression, la liberté de la presse.
- 2e amendement : droit de porter des armes.
- 3e amendement : cantonnement de soldats dans une maison privée.
- 4e amendement : protège contre des perquisitions et saisies non motivées et requiert un mandat (et une sérieuse justification) pour toute perquisition.

## En France
La procédure de révision constitutionnelle est définie par l'article 89 de la Constitution du 4 octobre 1958. L'article 11, qui prévoit les modalités d'organisation des référendums, a également été utilisé par le général de Gaulle pour réviser la Constitution.

## En Irlande
La Constitution de l'Irlande contient 35 amendements. Voir : Liste des amendements de la constitution irlandaise (en).
- 1er amendement : autorise l'usage par le gouvernement de l'état d'urgence durant la Seconde Guerre mondiale.

## En Suisse
La Constitution de la Suisse peut être modifiée par votation populaire à double majorité : majorité des votes et majorité des cantons. Toute proposition de modification doit respecter les critères de validité, c'est-à-dire les règles d'unité de la forme, d'unité de la matière, et les règles impératives du droit international.

## En Algérie
La Constitution de l'Algérie est modifiée à plusieurs reprises, la dernière révision de 2020, indique dans son article 223 que les révisions futures ne peuvent porter atteinte notamment :
- à l'Islam, en tant que religion de l’État ;
- à la langue arabe et au Tamazight, comme langues nationales et officielles ;
- à l'emblème national et à l'hymne national ;
- à la limitation à deux mandats présidentiels successifs ou séparés et à leurs durées de cinq ans chacun[2].